# Euxoa minima
Euxoa minima är en fjärilsart som beskrevs av Igor Kozhanchikov 1928. Euxoa minima ingår i släktet Euxoa och familjen nattflyn. Inga underarter finns listade i Catalogue of Life.